# Línea 6 (TUC Pamplona)
| 6 | Arrotxapea ↔ Unibertsitate Publikoa Rochapea ↔ Universidad Pública |

La línea 6 del Transporte Urbano Comarcal de Pamplona (EHG/TUC) es una línea de autobús urbano que conecta los barrios de Rochapea y Milagrosa con el centro de Pamplona.
A lo largo de su recorrido conecta lugares importantes como los Corralillos del Gas, el Portal de Francia, la Plaza de Toros Monumental de Pamplona, el Frontón de Labrit, la Plaza del Castillo, la calle Estafeta, el Teatro Gayarre, la Plaza de las Merindades, el Monumento a los Caídos y la Universidad Pública de Navarra.

## Historia
La línea abrió en 1953, explotada por la empresa La Villavesa SA. Unía la Rochapea con el barrio de Santa María La Real, pasando por la Plaza de la Argentina.
En 1969, tras el cierre de La Villavesa SA, la línea pasa a manos de la COTUP.
En 1992 se amplió desde Santa María La Real hasta Universidad Pública.
En 1999, con la reordenación del Transporte Urbano Comarcal, se elimina el paso por el Casco Antiguo.
En septiembre de 2017, con el conocido como Plan de Amabilización del Centro de Pamplona, se eliminó el paso por la Plaza de las Merindades, sentido Rochapea y se añadió una parada en Paulino Caballero. Además, en sentido universidad, se suprimió también el paso por dicha plaza, estableciendo una nueva parada en Calle Amaya.

## Explotación

### Frecuencias
La línea está operativa todos los días del año. Estas son las frecuencias:
- Laborables: 15' (de 06:45 a 22:15)
- Sábados: 15' (de 09:00 a 22:15) - 20' (de 06:40 a 09:00)
- Domingos y festivos: 20' (de 06:40 a 22:20)

### Recorrido
Todos los autobuses realizan todo el recorrido excepto la parada Estadio El Sadar/Sadar Estadioa, que sólo recibe autobuses los días de partido.Los días de partido se refiere a los días en los que el CA Osasuna juega un partido en El Sadar, por lo que, independientemente del día que sea, desde una hora antes y hasta media hora después del partido, se realiza dicho recorrido.

## Paradas
|  | Parada                                         | Parada | Parada | Parada | Parada                                          | Municipio | Correspondencia                          |  |
|  | ---------------------------------------------- | ------ | ------ | ------ | ----------------------------------------------- | --------- | ---------------------------------------- |  |
|  | Calle de Bernardino Tirapu nº77                |        | ■      |        | Bernardino Tirapuren Kalea 77                   | Pamplona  |                                          |  |
|  | Calle de Bernardino Tirapu nº55                |        | ■      |        | Bernardino Tirapuren Kalea 55                   | Pamplona  | 3 7 21                                   |  |
|  | Calle de Bernardino Tirapu nº29                |        | ■      |        | Bernardino Tirapuren Kalea 29                   | Pamplona  |                                          |  |
|  | Calle de Bernardino Tirapu (Paseo Anelier)     |        | ■      |        | Bernardino Tirapuren Kalea (Anelier Pasealekua) | Pamplona  |                                          |  |
|  | Calle del Río Arga (Calle Bernardino Tirapu)   |        | ■      |        | Arga Ibaiaren Kalea (Bernardino Tirapu Kalea)   | Pamplona  | 14                                       |  |
|  | Calle del Río Arga (Plaza Pompeyo)             |        | ■      |        | Arga Ibaiaren Kalea (Ponpeio Plaza)             | Pamplona  | 14                                       |  |
|  | Puente del Vergel                              |        | ■      |        | Vergel Zubia                                    | Pamplona  |                                          |  |
|  | Bajada de Labrit                               |        | ■      |        | Labriteko Aldapa                                | Pamplona  | 2 3 5 11 21                              |  |
|  | Calle Amaya nº12                               |        | ■      |        | Amaia Kalea 12                                  | Pamplona  | 1 2 3 4 5 8 9 10 11 12 17 18 20 22 23 25 |  |
|  | Calle Amaya nº22                               |        | ■      |        | Amaia Kalea 22                                  | Pamplona  | 1 9 17 25                                |  |
|  | Plaza de la Libertad nº4                       |        | ■      |        | Askatasun Plaza 4                               | Pamplona  | 1 9 17 25                                |  |
|  | Calle de Sangüesa (frente nº21)                |        | ■      |        | Zangozako Kalea (25aren parean)                 | Pamplona  |                                          |  |
|  | Calle de Sangüesa (frente nº37)                |        | ■      |        | Zangozako Kalea (37aren parean)                 | Pamplona  |                                          |  |
|  | Calle de Julián Gayarre nº36                   |        | ■      |        | Julian Gayarreren Kalea 36                      | Pamplona  |                                          |  |
|  | Calle de Sebastián Albero (Ikastola Hegoalde)  |        | ■      |        | Sebastian Alberoren Kalea (Hegoalde Ikastola)   | Pamplona  | 19                                       |  |
|  | Calle de Sebastián Albero (Calle Cataluña)     |        | ■      |        | Sebastian Alberoreb Kalea (Katalunia Kalea)     | Pamplona  |                                          |  |
|  | Universidad Pública de Navarra                 |        | ■      |        | Nafarroako Unibertsitate Publikoa               | Pamplona  | 1 9                                      |  |
|  | Estadio El Sadar                               |        | •      |        | Sadar Estadioa                                  | Pamplona  | 1 9 11                                   |  |
|  |                                                |        |        |        |                                                 |           |                                          |  |
|  | Estadio El Sadar                               |        | •      |        | Sadar Estadioa                                  | Pamplona  | 1 9 11                                   |  |
|  | Universidad Pública de Navarra                 |        | ■      |        | Nafarroako Unibertsitate Publikoa               | Pamplona  | 1 9                                      |  |
|  | Calle de Tajonar (Calle Cataluña)              |        | ■      |        | Taxoareko Kalea (Katalunia Kalea)               | Pamplona  | 1 9                                      |  |
|  | Calle de Tajonar nº3                           |        | ■      |        | Taxoareko Kalea 3                               | Pamplona  | 1 9                                      |  |
|  | Calle de Aoiz nº37                             |        | ■      |        | Agoitzeko Kalea 37                              | Pamplona  | 1 9 17 25                                |  |
|  | Calle de Paulino Caballero nº39                |        | ■      |        | Paulino Caballeroren Kalea 39                   | Pamplona  | 1 9 17 25                                |  |
|  | Calle de Paulino Caballero nº15                |        | ■      |        | Paulino Caballeroren Kalea 15                   | Pamplona  | 1 2 3 4 5 8 9 10 11 12 17 18 20 22 23 25 |  |
|  | Calle Cortes de Navarra nº3                    |        | ■      |        | Nafarroako Gorteen Kalea 3                      | Pamplona  | 2 3 5 11 21                              |  |
|  | Puente del Vergel                              |        | ■      |        | Vergel Zubia                                    | Pamplona  |                                          |  |
|  | Calle del Río Arga (Plaza Pompeyo)             |        | ■      |        | Arga Ibaiaren Kalea (Ponpeio Plaza)             | Pamplona  | 14                                       |  |
|  | Calle del Río Arga (Calle Bernardino Tirapu)   |        | ■      |        | Arga Ibaiaren Kalea (Bernardino Tirapu Kalea)   | Pamplona  | 14                                       |  |
|  | Calle de Bernardino Tirapu (Paseo Anelier)     |        | ■      |        | Bernardino Tirapuren Kalea (Anelier Pasealekua) | Pamplona  |                                          |  |
|  | Calle de Bernardino Tirapu nº28                |        | ■      |        | Bernardino Tirapuren Kalea 28                   | Pamplona  |                                          |  |
|  | Calle de Bernardino Tirapu (frente nº3)        |        | ■      |        | Bernardino Tirapuren Kalea (3aren parean)       | Pamplona  | 3 7 21                                   |  |
|  | Calle de Bernardino Tirapu (Plaza Barandiarán) |        | ■      |        | Bernardino Tirapuren Kalea (Barandiaran Plaza)  | Pamplona  |                                          |  |
|  | Calle de Bernardino Tirapu nº77                |        | ■      |        | Bernardino Tirapuren Kalea 77                   | Pamplona  |                                          |  |

## Tráfico
| Año  | Pasajeros | Variación |
| ---- | --------- | --------- |
| 2018 | 1 061 637 | ▲ 3,1%    |
| 2019 | 1 094 592 | ▲ 3,1%    |

## Futuro
No se prevén nuevas extensiones o modificaciones del servicio por ahora.